# Nermin Haskić
Nermin Haskić (27 de juny de 1989) és un futbolista de Bòsnia i Hercegovina.
Comença la seua carrera professional al FK Budućnost Banovići el 2008. Ha jugat als clubs FK Sarajevo, FC VSS Košice, MŠK Žilina, MFK Ružomberok i Radnički Niš.
Va debutar amb la selecció de Bòsnia i Hercegovina el 2011.

## Estadístiques
| Selecció de Bòsnia i Hercegovina | Selecció de Bòsnia i Hercegovina | Selecció de Bòsnia i Hercegovina |
| Anys                             | Partits                          | Gols                             |
| -------------------------------- | -------------------------------- | -------------------------------- |
| 2011                             | 1                                | 0                                |
| Total                            | 1                                | 0                                |